# Museo Nazionale Etrusco di Villa Giulia

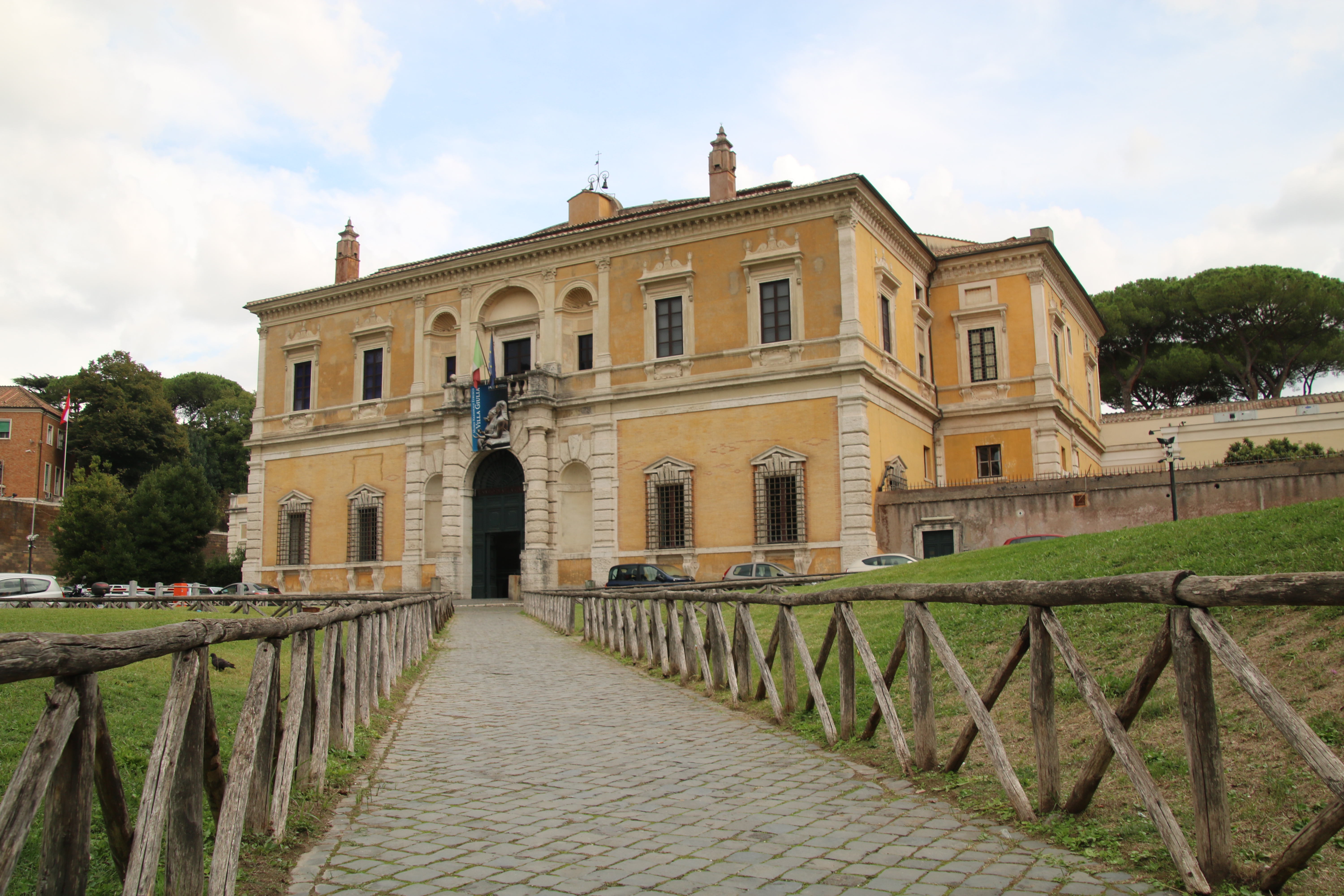
Die Villa Giulia, Sitz des Museo Nazionale Etrusco di Villa Giulia

Das Museo Nazionale Etrusco di Villa Giulia (deutsch Etruskisches Nationalmuseum der Villa Giulia) ist das italienische nationale Museum für etruskische Kunst mit Hauptsitz in der 1551 bis 1553 errichteten Villa Giulia in Rom.

## Geschichte

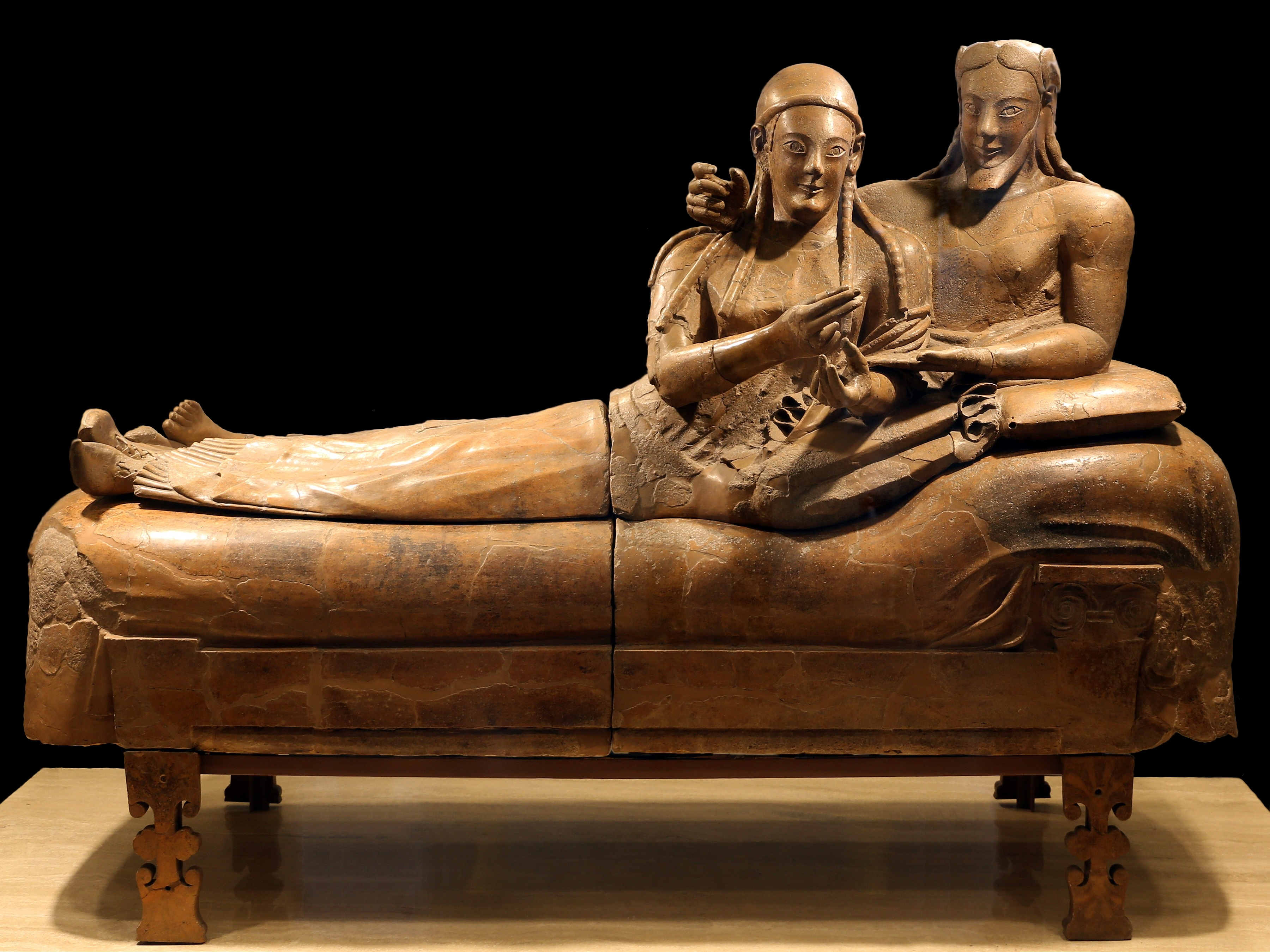
Ehegattensarkophag von Cerveteri

Die Überlegungen zur Gründung des Museums gehen auf die frühen 1880er Jahre zurück. Es wurde mit Dekret vom 7. Februar 1889 zunächst als Abteilung des Römischen Nationalmuseums gegründet, erster Direktor wurde Felice Barnabei, An 14. März 1889 wurden die ersten Säle für das Publikum eröffnet. Ziel des Museums war es, die vorrömischen Antiken aus Latium, dem südlichen Etrurien und Umbrien zu sammeln, sofern sie der etruskischen Kultur zuzurechnen sind.
2012 wurde die benachbarte Villa Poniatowski (Villa Celsi) als zweiter Standort des Museums mit Exponaten aus Latium Vetus und Umbrien eingeweiht.

## Bestände
Die berühmtesten Exponate sind der Apollon von Veji und der fast lebensgroße Ehegatten-Sarkophag von Cerveteri, ein Begräbnismonument aus Terrakotta, auf dem sich Braut und Bräutigam zurücklehnen, als wären sie bei einem Festessen.